# Avia Av-36 Bojar

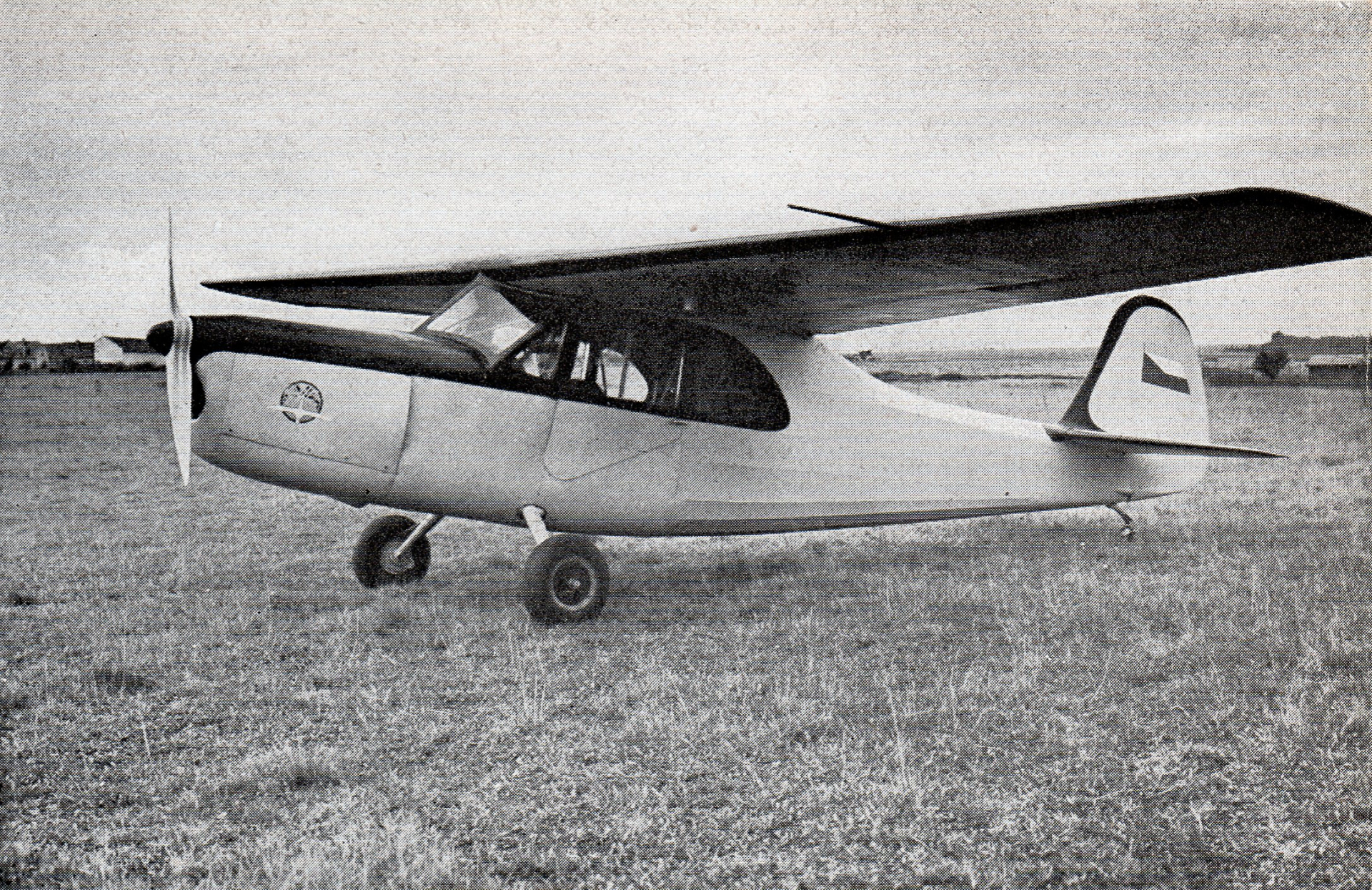
Avia Av-36 Bojar

De Avia Av-36 Bojar is een Tsjechoslowaakse hoogdekker sportvliegtuig gebouwd door Avia. De eerste vlucht vond plaats in 1946.

## Specificaties
- Bemanning: 2
- Lengte: 7,62 m
- Spanwijdte: 10,6 m
- Vleugeloppervlak: 15 m2
- Leeggewicht: 280 kg
- Startgewicht: 580 kg
- Motor: 1× Walter Mikron III, 48 kW (65 pk) elk
- Maximumsnelheid: 180 km/h
- Kruissnelheid: 160 km/h
- Plafond: 3 500 m
- Vliegbereik: 450 km